# Yūto Adachi
Yūto Adachi (安達 勇人 Adachi Yūto?,  Sakuragawa, Prefectura de Ibaraki, 28 de julio de 1988) es un actor, cantante y seiyū japonés. Junto al tecladista Yūichi Ōno, Adachi es vocalista del dúo musical "Unlimited Platinum Tracks" desde 2016. Además de sus actividades profesionales, Adachi se desempeña como embajador de buena voluntad para el periódico Ibaraki Shinbun en su natal Ibaraki, así como también embajador de turismo de la ciudad de Kasama. Actualmente trabaja como artista independiente.

## Biografía

### Primeros años
Adachi nació el 28 de julio de 1988 en la ciudad de Sakuragawa, Ibaraki, como el mayor y único varón de cuatro hermanos. Su padre era profesor de kendō y Adachi ejerció dicho deporte desde el jardín de infantes hasta la escuela secundaria. A pesar de su largo rendimiento en el kendō, Adachi ha comentado que no era su hobby y que incluso había pensando en renunciar. Tras graduarse de la Iwase Nihon Daigaku High School, ingresó a la Univerdad de Nihon, donde se graduó en ciencias económicas.

### Carrera
A la edad de dieciocho años, fue descubierto en Shibuya y reclutado por la agencia Shibuya Productions. En septiembre de 2007, Adachi debutó como actor con un rol secundario en la película Boys Love Gekijouban, una secuela de Boys Love (2006). En mayo de 2008, ganó el Grand Prix durante la edición de junio de la revista Fine. En abril de 2009, Adachi debutó en el escenario con la obra Kegawa no Mary, la cual fue dirigida y protagonizada por Akihiro Miwa. En abril de 2010, fue designado como décimo embajador de turismo de Kasama.
El 5 de octubre de 2011, Adachi abandonó Shibuya Productions y se trasladó a la agencia Runway Feeld. En enero de 2012, formó un grupo de baile vocal llamado "Neva Give Up" junto a otros siete miembros. En marzo, Adachi se graduó como embajador de turismo de Kasama. El 28 de noviembre del mismo año, Adachi debutó en solitario con el sencillo Koko kara kimi e bajo la discográfica Live Gate Records. En junio de 2013, apareció en una adaptación musical del anime Ninja Boy Rantaro, mientras que en julio de 2015 debutó como seiyū en el anime Narudoma. El 14 de diciembre, anunció la formación de la unidad musical "Unlimited Platinum Tracks" junto a Yūichi Ōno.
El 31 de marzo de 2017, Adachi rescindió su contrato con su agencia y pasó a ser un artista independiente. El 16 de abril, tuvo lugar su graduación de Neva Give Up tras tener dificultades en equilibrar su carrera como seiyū y actor. En junio, lanzó un proyecto de revitalización para Ibaraki titulado Adachi House. El 4 de junio, fue nombrado embajador de buena voluntad de Ibaraki Shinbun, así como también embajador de turismo especial de Kasama.

## Filmografía

### Anime
| Año  | Título               | Papel                |
| ---- | -------------------- | -------------------- |
| 2015 | Narudoma             |                      |
| 2015 | Aquarion Logos       | Tsuneo Ken           |
| 2016 | All Out!!            | Sumiaki Iwashimizu   |
| 2016 | Nanbaka              | Trois                |
| 2017 | Ōshitsu Kyōshi Haine | Bruno von Glanzreich |
| 2017 | Koi to Uso           | Daiki Takeda         |
| 2017 | Hitorijime My Hero   | Takeshi Yamabe       |
| 2017 | Jūni Taisen          | Amante               |

### Televisión
| Año  | Título                                      | Cadena         |
| ---- | ------------------------------------------- | -------------- |
| 2011 | Ikemen Gate                                 | Net Live       |
| 2013 | Hōgen Kareshi                               | TV Saitama     |
| 2013 | Gogotama                                    | TV Saitama     |
| 2014 | Motefuku                                    | TV Saitama     |
| 2015 | Wadachi Street                              | Niconico Video |
| 2016 | Adachi Yūto no Nama☆Seiyū Grand Prix Boys!! | Niconico Video |
| 2017 | Adachi House                                | Niconico Video |
| 2018 | Chaos Pai                                   | TV Saitama     |

### Películas
| Año  | Título               | Papel           |
| ---- | -------------------- | --------------- |
| 2007 | Boys Love Gekijouban | Fumitaka Chiba  |
| 2007 | Sundome              | Estudiante A    |
| 2008 | Sundome 2            |                 |
| 2008 | Mirimo Senchimo      | Kiyoto Ienaga   |
| 2009 | USB                  |                 |
| 2011 | Avec Punch           | Novio           |
| 2012 | Graffeeter Toki      | Kazunari Kusumi |